# 阿布哈茲王國
阿布哈茲王國（喬治亞文：აფხაზთა სამეფო，羅馬化：apkhazta samepo）是中世紀時高加索地區的一個王國，存在於八世紀後期至1008年。首都位於庫塔伊西。

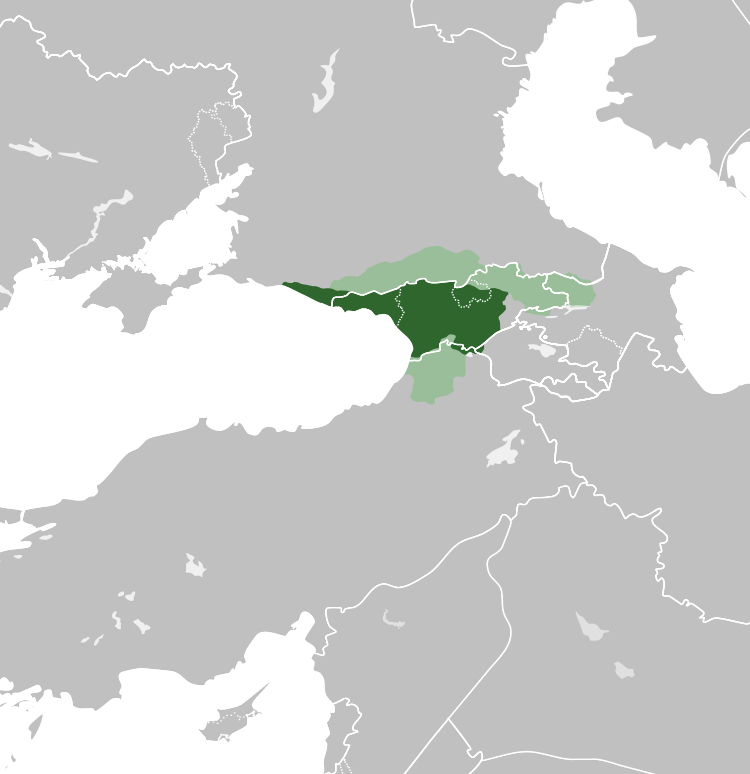
阿布哈茲王國

阿布哈茲地區在中世紀初期稱為拉齊卡，七世紀時被阿拉伯人征服，後來脫離阿拉伯統治並成為東羅馬帝國的從屬國。778年左右，雷翁二世宣布了阿布哈茲的獨立地位。在全盛時期，阿布哈茲王國的邊界擴張至穆斯林控制的第比利斯埃米爾國，並影響了阿蘭王國的基督教化。1008年巴格拉特三世統一了阿布哈茲以及陶-克拉爾傑蒂王國，建立格鲁吉亚王国。